# 巴赫穆特卡河

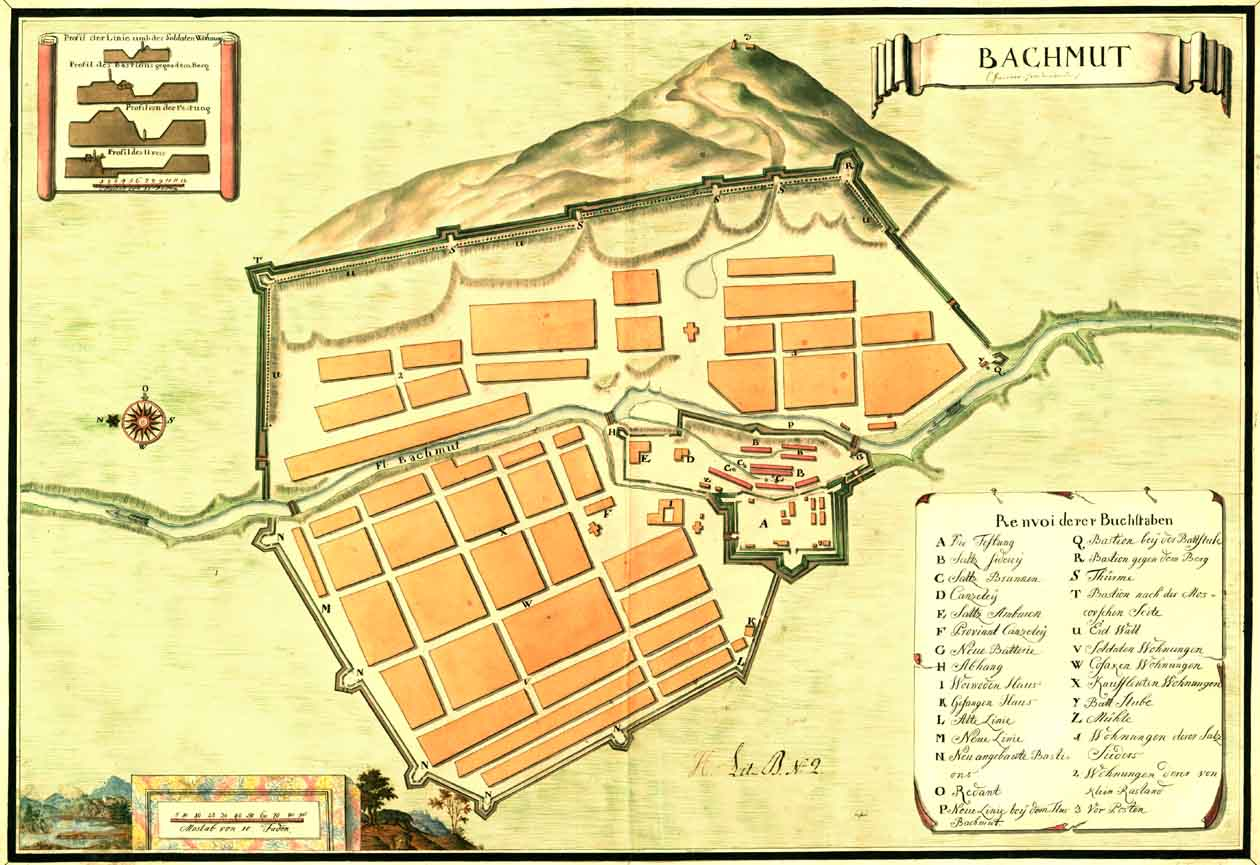

巴赫穆特卡河（羅馬化：Bakhmutka）是烏克蘭的河流，位於該國東部，流經頓涅茨克州，屬於北頓涅茨河的右支流，河道全長88公里，流域面積1,680平方公里，發源自霍尔利夫卡。